# خانه صالح
خانه صالح مربوط به دوره پهلوی اول است و در تهران، خیابان حافظ، کوچه امیری، پلاک ۲۷ واقع شده و این اثر در تاریخ ۲۴ اسفند ۱۳۸۳ با شمارهٔ ثبت ۱۱۴۶۴ به‌عنوان یکی از آثار ملی ایران به ثبت رسیده است.